# 异丁苯
异丁苯是一种有机化合物，化学式为C10H14，是丁苯的同分异构体之一。它可由苯基异丙基甲酮的还原反应制得。它和丙酰氯在三氯化铝的存在下反应，可以得到(4-异丁基苯基)乙基甲酮。